# Espace à bases dénombrables de voisinages
Ne doit pas être confondu avec Espace à base dénombrable.
En mathématiques, un espace topologique X est à bases dénombrables de voisinages si tout point x de X possède une base de voisinages dénombrable, c'est-à-dire s'il existe une suite V0, V1, V2, … de voisinages de x telle que tout voisinage de x contienne l'un des Vn. Cette notion a été introduite en 1914 par Felix Hausdorff.

## Exemples
Tout espace métrique (donc aussi tout espace métrisable) est à bases dénombrables de voisinages (prendre par exemple Vn = une boule (ouverte ou fermée) de centre x et de rayon 2–n).
Tout espace discret est à bases dénombrables de voisinages.
Tout espace à base dénombrable est à bases dénombrables de voisinages mais la réciproque est fausse :
- l'espace vectoriel normé (donc métrique) ℓ∞ des suites bornées n'est pas à base dénombrable, ni même séparable ;
- un ensemble non dénombrable (comme l'ensemble des réels), muni de la topologie discrète, non plus.

Tout espace parfaitement normal dénombrablement compact est à bases dénombrables de voisinages.

## Contre-exemples
La topologie cofinie sur un ensemble non dénombrable n'est pas à bases dénombrables de voisinages.
Un autre contre-exemple est l'espace compact [0, ω1] = ω1 + 1 (muni de la topologie de l'ordre) où ω1 désigne le premier ordinal non dénombrable. L'élément ω1 est un point limite du sous-ensemble [0, ω1[ mais aucune suite d'éléments de ce sous-ensemble ne converge vers ω1. En particulier, le point ω1 dans l'espace [0, ω1] = ω1 + 1 n'a pas de base dénombrable de voisinages. Comme ω1 est le seul point de [0, ω1] qui n'a pas de telle base, le sous-espace [0, ω1[, lui, est à bases dénombrables de voisinages.
Le bouquet de cercles ℝ/ℤ, où la droite réelle ℝ est munie de sa topologie usuelle et tous les entiers relatifs sont identifiés à 0, n'est pas à bases dénombrables de voisinages mais seulement « de Fréchet-Urysohn » (cf. ci-dessous).

## Propriétés
Tout espace à bases dénombrables de voisinages est un espace de Fréchet-Urysohn, c'est-à-dire que tout point adhérent à une partie A de cet espace X est limite d'une suite à valeurs dans A, ce qui fournit pour cet espace une « caractérisation séquentielle » de la notion de limite (donc aussi de celle de continuité) : pour que la limite en un point x d'une application f : X → Y existe et soit égale à y, (il faut et) il suffit que, pour toute suite de points (xn) dans X convergeant vers x, la suite (f(xn)) converge vers y.
Dans un espace à bases dénombrables de voisinages, les valeurs d'adhérence d'une suite sont les limites de ses sous-suites convergentes.
Un espace à bases dénombrables de voisinages est séquentiellement compact si et seulement s'il est dénombrablement compact.
Un espace de Lindelöf séparé (en particulier un espace compact) à bases dénombrables de voisinages a au plus la puissance du continu.
Tout espace séparé X à bases dénombrables de voisinages est un espace de Kelley, c'est-à-dire qu'une partie de X est fermée si et seulement si son intersection avec tout compact de X est fermée.
La propriété d'être à bases dénombrables de voisinages est préservée par sous-espaces et par produits dénombrables, tandis qu'un produit infini non dénombrable d'espaces non grossiers n'est jamais à bases dénombrables de voisinages, ni même séquentiel.